# Time (비스트의 음반)
《Time》(타임)은 대한민국의 남성 아이돌 그룹 비스트의 EP로, 2014년 10월 20일에 발매되었다. 타이틀 곡은 〈12시 30분〉이다.

## 곡 목록
| #  | 제목            | 재생 시간 |
| -- | --------------- | --------- |
| 1. | 〈12시 30분〉   |           |
| 2. | 〈Drive〉       |           |
| 3. | 〈좋은 일이야〉 |           |
| 4. | 〈눈을 감아도〉 |           |
| 5. | 〈가까이〉      |           |
| 6. | 〈So Hot〉      |           |